# 밀양중학교
밀양중학교(密陽中學校)는 대한민국 경상남도 밀양시 삼문동에 위치한 공립 중학교이다.

## 학교 연혁
- 1945년 5월 5일 : 밀양공립 공업전수학교 설립(남녀공학)
- 1946년 9월 15일 : 밀양공립 초급중학교로 학칙 개편
- 1950년 6월 15일 : 밀양중학교로 학칙 개편
- 2004년 3월 1일 : 특수학급 1학급 설립 인가
- 2015년 11월 18일 : 사이버 역사관 개관
- 2023년 1월 4일 : 제77회 졸업식(졸업생 197명, 총 23,025명)
- 2023년 3월 1일 : 제32대 김순철 교장 취임
- 2023년 3월 2일 : 2023학년도 입학식(신입생 171명)

## 참고 자료
- 밀양중학교 - 한국교육학술정보원 학교알리미